# Algeciras CF
Algeciras CF is een Spaanse voetbalclub uit Algeciras in de regio Andalusië. De club speelt vanaf het seizoen 2013/2014 in de Segunda División B. Thuisstadion is het Estadio Nuevo Mirador, dat 7.100 plaatsen heeft.

## Geschiedenis
Algeciras CF werd opgericht in 1912. De club speelde in het seizoen 1956/1957 voor het eerst in de Segunda División A. Een derde plaats in deze divisie in het seizoen 1965/1966 was de hoogste klassering in de clubgeschiedenis. Algeciras CF speelde in totaal negen seizoenen in de Segunda División A en vijftien seizoenen in de Segunda División B. De overige jaargangen was Algeciras CF actief in lagere divisies, waaronder de Tercera División.

## Eindklasseringen
- 1944 7e
Tercera División
- 1945 8e
Tercera División
- 1946 10e
Tercera División
- 1947 6e
Tercera División
- 1948 9e
Tercera División
- 1949 7e
Tercera División
- 1950 10e
Tercera División
- 1951 15e
Tercera División
- 1952 8e
Tercera División
- 1953 4e
Tercera División
- 1954 8e
Tercera División
- 1955 2e
Tercera División
- 1956 1e
Tercera División
- 1957 18e
Segunda División
- 1958 6e
Tercera División
- 1959 3e
Tercera División
- 1960 2e
Tercera División
- 1961 4e
Tercera División
- 1962 1e
Tercera División
- 1963 2e
Tercera División
- 1964 8e
Segunda División
- 1965 10e
Segunda División
- 1966 3e
Segunda División
- 1967 15e
Segunda División
- 1968 3e
Tercera División
- 1969 9e
Tercera División
- 1970 14e
Tercera División
- 1971 2e
1e regionaal
- 1972 4e
1e regionaal
- 1973 5e
1e regionaal
- 1974 1e
1e regionaal
- 1975 11e
Tercera División
- 1976 5e
Tercera División
- 1977 7e
Tercera División
- 1978 2e
Segunda División B
- 1979 16e
Segunda División
- 1980 20e
Segunda División
- 1981 4e
Segunda División B
- 1982 6e
Segunda División B
- 1983 2e
Segunda División B
- 1984 18e
Segunda División
- 1985 3e
Segunda División B
- 1986 19e
Segunda División B
- 1987 2e
1e regionaal
- 1988 1e
Tercera División
- 1989 18e
Segunda División B
- 1990 4e
Tercera División
- 1991 7e
Tercera División
- 1992 4e
Tercera División
- 1993 17e
Tercera División
- 1994 3e
1e regionaal
- 1995 2e
1e regionaal
- 1996 14e
Tercera División
- 1997 3e
Tercera División
- 1998 4e
Tercera División
- 1999 16e
Segunda División B
- 2000 1e
Tercera División
- 2001 16e
Segunda División B
- 2002 13e
Segunda División B
- 2003 1e
Segunda División B
- 2004 22e
Segunda División
- 2005 6e
Segunda División B
- 2006 19e
Segunda División B
- 2007 1e
Tercera División
- 2008 20e
Segunda División B
- 2009 1e
1e regionaal
- 2010 15e
Tercera División
- 2011 5e
Tercera División
- 2012 6e
Tercera División
- 2013 1e
Tercera División
- 2014 16e
Segunda División B
- 2015 1e
Tercera División
- 2016 18e
Segunda División B
- 2017 4e
Tercera División
- 2018 3e
Tercera División
- 2019 4e
Tercera División
- 2020 16e
Segunda División B
- 2021 1e
Segunda División B
- 2022 7e
Primera Federación
- 2023 15e
Primera Federación
- 2024 13e
Primera Federación
- 2025 9e
Primera Federación

- Segunda División
- Primera Federación
- Segunda División B
- Tercera División
- 1e regionaal

## Bekende spelers
- David Bermudo
- Pelayo Morilla
- Idrissa Keita
- Vinny Samways